# Julio Francisco Domingo de Arteche y Villabaso
Julio Francisco Domingo de Arteche y Villabaso (Bilbao, 4 de agosto de 1878 — Las Arenas, Vizcaya, 12 de julio de 1960), I conde de Arteche, fue un político y directivo de empresa español.
Fue diputado a Cortes en las elecciones generales de 1923 por el distrito de Marquina (Vizcaya), de ideología Liberal Independiente (Liga Monárquica de Vizcaya). Consejero del Banco de Bilbao a los 24 años, y Presidente vitalicio de la entidad a los 64 años.
Distinguido con la gran-cruz de la Real Orden de Isabel la Católica.
Le fue otorgado el título de I conde de Arteche el 18 de julio de 1950.
Casado con Magdalena Olabarri Zubiría, fueron padres de José María de Arteche y Olabarri (†1969).
Era hermano de Antonio de Arteche y Villabaso, I marqués de Buniel, diputado a Cortes entre 1905 y 1923 por Burgos.

## Biografía
Julio Francisco Domingo de Arteche y Villabaso nació en la bilbaína calle Luchana el 4 de agosto de 1878. Era hijo de José María de Arteche y Osante, natural de Valmaseda (Vizcaya), y de su esposa María Elisa Villabaso de Gorrita, nacida en Bilbao. Górliz era la procedencia de la rama materna, lugar de nacimiento de su abuelo materno Juan Antonio Villabaso, y la propia Valmaseda, lugar de origen de su abuela materna María de Jesús de Gorrita.
Después de concluir los estudios de segunda enseñanza, Julio de Arteche comenzó su formación superior en 1894 en la Universidad de Deusto, donde realizó estudios de Ingeniería que no llegó a terminar entonces. Tres asignaturas le apartaron de su graduación, que alcanzó finalmente pasados los setenta años, lo que da una idea de su firme carácter. Se casó en 1902 con Magdalena Olábarri y Zubiría (1881- 1969), hija de José María Olábarri Massino, miembro de una de las familias fundadoras de la empresa siderúrgica Santa Ana de Bolueta, y de Manuela Zubiría e Ybarra, perteneciente al poderoso e influyente grupo familiar de los Ybarra. El matrimonio fijó su residencia en Las Arenas (Vizcaya) y tuvo seis hijos: Magdalena, José María, María Victoria, Teresa, Isabel y Francisco Javier.
Julio de Arteche comenzó su activa labor empresarial de la mano de su tío José Luis de Villabaso, director general del Banco de Bilbao y director gerente del Banco del Comercio. Entró en el consejo del Banco de Bilbao el 31 de diciembre de 1903 y allí permaneció el resto de su vida hasta su fallecimiento en 1960.
Entre 1918 y 1920, Julio de Arteche tomó parte en algunas de las principales iniciativas empresariales del Banco de Bilbao de estos años. Así lo hizo en la creación de la sucursal de esta entidad en Londres, abierta en 1918. En segundo lugar, tuvo también un destacado papel en el proceso de nacionalización de los valores de las grandes compañías ferroviarias españolas, que en Bilbao adquirió una importancia particular por el interés que había entre los empresarios locales por mejorar las vías de comunicación del puerto con el interior de la Península. A consecuencia de este proceso, una parte importante del capital de la Compañía de los Caminos de Hierro del Norte de España pasó a manos bilbaínas y varios empresarios locales entraron en su Consejo de Administración. Entre ellos se encontraba Julio de Arteche en representación de los intereses del Banco de Bilbao. Por último, la entidad financiera bilbaína puso en marcha en estos años dos sociedades para llevar a cabo las gestiones y obras necesarias con las que habría de ponerse en marcha el negocio hidroeléctrico más importante del momento: los saltos del Duero. Estas dos sociedades eran el Consorcio de Saltos del Duero y la Sociedad Hispano-Portuguesa de Transportes Eléctricos, y tanto Julio de Arteche como su tío José Luis de Villabaso desempeñaron un papel muy activo en ellas. No obstante, la realización del negocio se demoró todavía bastantes años.
A principios del decenio de 1920 la figura de Julio de Arteche estaba consolidada en el seno del Consejo del Banco de Bilbao, una entidad que seguía manteniendo el turno rotatorio mensual de los consejeros para el ejercicio de la presidencia. Para entonces, además de su pertenencia a los consejos de este banco y de su filial, el Banco del Comercio, y al de la Compañía de Ferrocarriles del Norte, Arteche era presidente de la Hispano-Portuguesa de Transportes Eléctricos y consejero de empresas tan representativas de la economía vizcaína como la Papelera Española, Compañía Marítima del Nervión, Alambres de Cadagua o Compañía de los Ferrocarriles de Santander a Bilbao.
La culminación de esta prolongada etapa de su actividad en el seno del Consejo del Banco de Bilbao tuvo lugar durante el cierre del ejercicio conjunto 1936-1941, cuando se tomaron en consideración a un tiempo tres cuestiones: la modernización del Banco, la ampliación del capital social y el diseño de una política de actuación que mirara hacia el futuro.
El 31 de enero de 1942 fue un día clave al respecto, pues la Junta General de Accionistas aprobó la liquidación del referido ejercicio, y, en sesión extraordinaria, aprobó la reforma de los estatutos de la entidad. Momentos después, el Consejo de Administración del Banco de Bilbao nombró por aclamación a Julio Arteche primer presidente estable, abandonando el carácter rotativo que hasta entonces había tenido este puesto. A partir de entonces, su actividad estuvo marcada por la modernización que introdujo en el Banco de Bilbao, de un lado, y por la participación efectiva que tuvieron él mismo y la entidad que presidía en un buen número de empresas de muy diversos sectores productivos. En esta última tarea, Arteche, como tantos otros representantes de los intereses empresariales privados, tuvo que hacer frente a la política estatalista que impulsó Juan Antonio Suanzes Fernández durante su primera etapa al frente del Instituto Nacional de Industria (INI), buscando hacer compatibles los intereses privados que representaba con las actuaciones del instituto público.
En cuanto al primer aspecto, Arteche pilotó la modernización del Banco de Bilbao, creando en los años cuarenta su administración central y abriendo en 1945 su servicio de extranjero, al tiempo que apostaba por completar la expansión de la red territorial por toda España. En cuanto al segundo aspecto, impulsó y acometió el desarrollo de sectores económicos de primera magnitud. De esta forma, fue presidente de empresas tan relevantes como Iberduero, Nitratos de Castilla, la Papelera Española, Cellophane Española, Constructora Nacional de Maquinaria Eléctrica o la Sociedad Española de Construcciones Electromecánicas (SECEM). Arteche fue, asimismo, miembro del Consejo del Banco de España como representante del Consejo Superior Bancario, y ostentó la vicepresidencia de dos grandes sociedades radicadas en dos sectores estratégicos: el de las comunicaciones y el de la automoción: la Compañía Telefónica Nacional de España (CTNE) y la Sociedad Española de Automóviles de Turismo (SEAT).
Toda esta actividad tuvo su reconocimiento en vida al concedérsele el título de conde de Arteche el 18 de julio de 1950, porque “con su esfuerzo e inteligencia viene laborando incansablemente por el engrandecimiento de la industria y de la economía nacional”.
Diez años más tarde, el 12 de julio de 1960, falleció en su domicilio de Las Arenas a los ochenta y un años de edad. Sus restos mortales recibieron sepultura en Valmaseda. Dos días después de su muerte, la prensa local se hacía eco de la concesión, a título póstumo, de la Medalla de Oro de Vizcaya y la de la Villa de Bilbao, anunciando que se daría su nombre a una calle o plaza de Bilbao. Cuestión que es aún hoy visible en una pequeña alameda del conde de Arteche, situada en uno de los enlaces de la Gran Vía bilbaína con el Parque de Doña Casilda Iturrizar (“el parque”), a escasa distancia del Museo de Bellas Artes de Bilbao.
A su personalidad empresarial, el conde de Arteche añadía unas preocupaciones sociales, literarias, culturales, religiosas y políticas que ofrecen una dimensión más completa de su persona. Manifiesta era su afición por la navegación de recreo, la caza o el tiro. En su faceta cultural destacó su participación en la tertulia bilbaína del León de Oro junto a personalidades locales como el doctor Areilza y el propio Julio Eguileor.
Eran conocidas también sus actividades en patronatos de museos y obras culturales de su entorno.
Su fe cristiana, por otra parte, se manifestó en forma de una obra pía especial, destacando sus visitas al monasterio de Silos, cuyo mantenimiento apoyó de forma generosa. Completan su figura las inquietudes políticas, que alcanzaron su máxima expresión en las elecciones a diputados a Cortes del 30 de abril de 1923 cuando se presentó como candidato de la Liga Monárquica en el distrito de Marquina (Vizcaya), logrando el acta en disputa. Pero su labor política se vio truncada a partir del 12 de septiembre siguiente a raíz del golpe de Estado de Primo de Rivera.
Su contribución económica y financiera desde puestos de dirección empresarial tuvo como eje su permanencia en los órganos de gobierno del Banco de Bilbao durante cincuenta y seis años, más de medio siglo de una vida que se prolongó por espacio de ochenta y un años y se plasmó en el ideal de su quehacer empresarial: el continuo desarrollo, la búsqueda constante de la modernidad económica.